# Davidiella rosigena
Davidiella rosigena är en svampart som först beskrevs av Ellis & Everh., och fick sitt nu gällande namn av Aptroot 2006. Davidiella rosigena ingår i släktet Davidiella och familjen Davidiellaceae.   Inga underarter finns listade i Catalogue of Life.